# Трегубов Микола Семенович
Микола Семенович Трегу́бов (нар. 7 серпня 1922, Ніколаєвка — пом. 2007) — український радянський художник декоративно-прикладного мистецтва; член Національної спілки художників України.

## Біографія
Народився 7 серпня 1922 року в селі Ніколаєвці (тепер Жетиген Ілійського району Алматинської області Казахстану). В 1949 року закінчив Алма-Атинське театрально-художнє училищеще, 1956 року — Львівський інститут прикладного та декоративного мистецтва.
Працював на Коростенському фарфоровому заводі імені Ф. Дзержинського, тривалий час обіймав посаду головного скульптора.
Жив в Коростені, в будинку на вулиці Грушевського № 35, квартира 24. Помер у 2007 році.

## Творчість
Автор численних сервізів, ваз, скульптурних композицій тощо. Шевченківські теми розкриває у таких своїх творах як:
- барельєф «Т. Г. Шевченко» (1961);
- декоративні блюда «Титарівна», «Ой, надіну я сережки та добре намисто» (1963);
- скульптури «На панщині», «Сліпий кобзар з поводирем» (у співавторстві з В. М. Трегубовою; 1964);
- декоративні вази «150 років Великому Кобзареві» та ювілейна з портретом Т. Шевченка (у співавторстві; 1964).

Вази «Гуцульський танок» (1960), «Хліб-сіль» (1963), блюда «Гайдамаки», «Мені тринадцятий минало» (1965), «В. І. Ленін» (1970), «Радість Перемоги» (1975), набір ваз-сувенірів «Малюки» (1969), декоративна таріль «Ювілейна» (1975), набір ваз «Переможці» (1980). Скульптурні композиції: «Зі снопом» (1963), «Тачанка», «Гуцульські обряди» (1967).
Столові, чайні, кавові сервізи: «Житомирянка» (1987), «Руслан» (1990), «Лілейник» (1988) «Птах щастя» (1992), «Благовіщення» (1995); декоративні блюда — «Космос» (1987); сервіз «Сюїта» (1987), «На Івана Купала» (1996) тощо.

## Відзнаки
- Заслужений художник УРСР з 1983 року;
- Лауреат Державної премії УРСР імені Т. Г. Шевченка (за 1986 рік; разом з В. Трегубовою за високохудожнє використання народних традицій у творах декоративно-прикладного мистецтва)[2].

## Родина
- Дружина — Трегубова Валентина Михайлівна (1926—2010), український скульптор малих форм. Заслужений діяч мистецтв УРСР (1970). Лауреат Державної премії ім. Тараса Шевченка (1986, спільно з чоловіком).
- Племінник — Трегубов Олександр Сергійович (нар. 1949) — художник декоративно-ужиткового мистецтва, з 1984 по 1996 — головний художник Баранівського порцелянового заводу[3].